# Фелкермаркт
Фелкермаркт (словен. Velikovec) град је у јужној Аустрији, у покрајини Корушкој, где је седиште истоименог округа Фелкермаркт.

## Природне одлике
Фелкермаркт се налази у јужном делу Аустрије, 300 км југозападно од Беча. Главни град покрајине Корушка, Клагенфурт, налази се 30 km западно од града.
Град Фелкермаркт је смештен на истоку Клагенфуртске котлине, „жиле куцавице“ Корушке. Град се образовао северној обали истоименог Фелкермарктског језера, кроз које протиче река Драва. Око града се стрмо издижу Алпи под шумама. Надморска висина града је око 460 m.

## Становништво
| 1981.  | 1991.  | 2001.  | 2011.  |
| ------ | ------ | ------ | ------ |
| 10.834 | 11.081 | 11.373 | 11.110 |

По процени из 2016. у граду је живело 10934 становника. Последњих деценија број становника града се повећава.
У Фелкермаркту (или Великовецу), поред већинских Немаца-Аустријанаца, живи и словеначка мањина у Аустрији. Иако су данас малобројни (2,6% укупног становништва), Словенци су матично становништво датог краја и до пре пар деценија су били бројнији, а данас је ова заједница најсеверније постављена скупина матичних Словенаца.

## Галерија
- Градска кућа
- Градска римокатоличка Црква св. Марије Магдалине
- Фелкермарктско језеро